# Minicoy
Minicoy − jedna z wysp wchodzących w skład indyjskiego terytorium związkowego Lakszadiwy, samotna wyspa położona pomiędzy Lakszadiwami a Malediwami. 
Przez część geografów zaliczana jest do Lakszadiwów, przez część do Malediwów, a część uważa, że nie należy ona do żadnego z tych dwóch archipelagów. Choć geograficzna przynależność wyspy nie jest ustalona, to pod względem kulturowym należy ona zdecydowanie do Malediwów − ludność zamieszkująca tę wyspę posługuje się dialektem mahal (މަހަލް) (lub mahl) używanego na Malediwach języka divehi (malediwskiego), a nie językiem malajalam używanym na Lakszadiwach. Ludność wyspy liczy około 10 tys. osób i jest wyznania muzułmańskiego. 